# Carlos Rodón
Pour les articles homonymes, voir Rodon.
Carlos Antonio Rodón (né le 10 décembre 1992 à Miami, Floride, États-Unis) est un lanceur gaucher des Yankees de New York de la Ligue majeure de baseball.

## Carrière

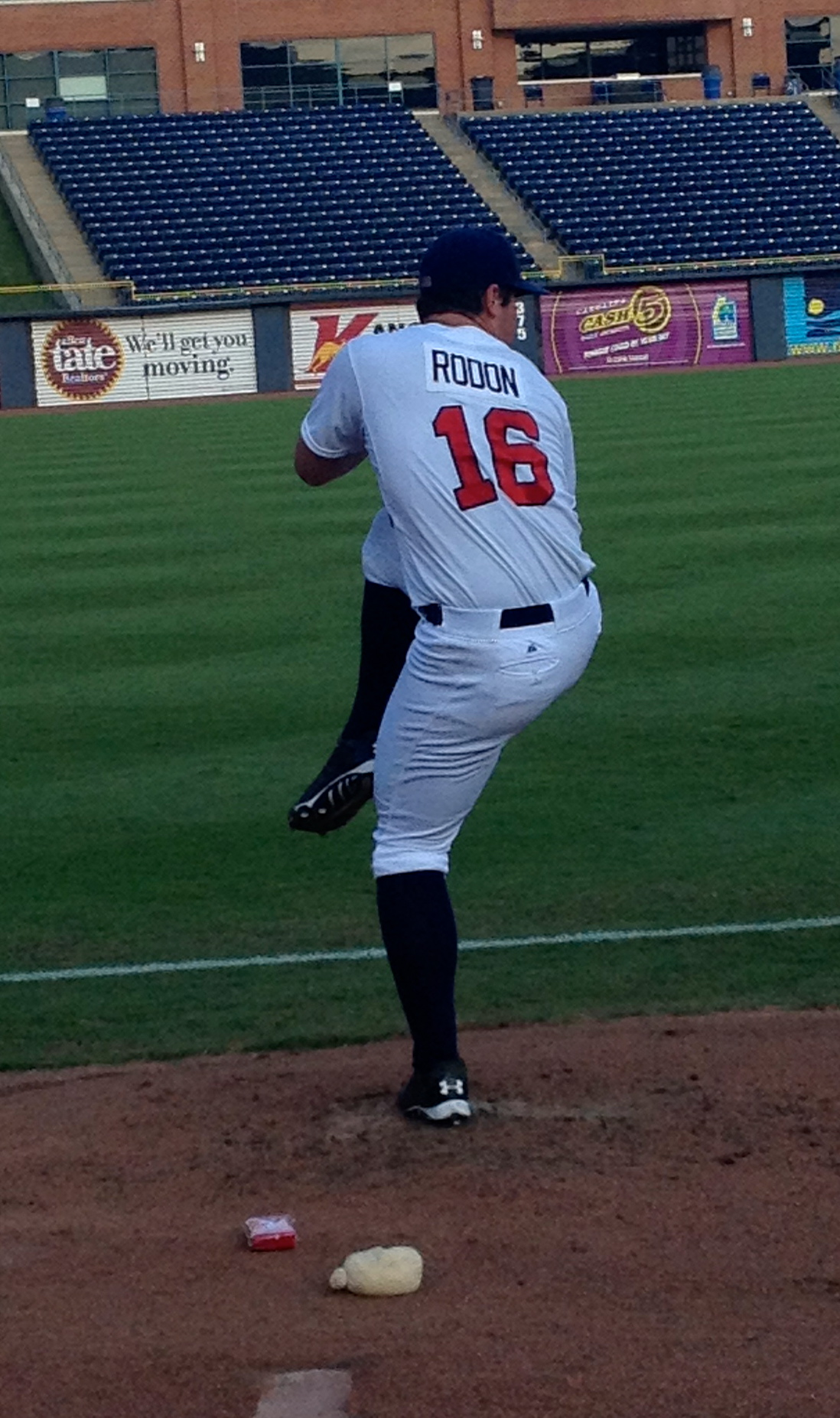
Carlos Rodón en 2013 avec Team USA.

Carlos Rodón est repêché par les Brewers de Milwaukee au 16e tour de sélection en 2011 mais le jeune homme, qui joue au baseball à son école secondaire, décide plutôt de rejoindre le Wolfpack de l'université d'État de Caroline du Nord. En 2013, il aide le Wolfpack à jouer dans les College World Series pour la première fois depuis 1968. En 2013 et 2014, il lance pour Team USA et maintient en deux étés une moyenne de points mérités d'à peine 0,75 en 36 manches lancées, au cours desquelles il accumule 42 retraits sur des prises. MLB.com classe Rodon numéro un de sa liste des joueurs les plus susceptibles d'être choisis au repêchage amateur de juin 2014 par un club de la Ligue majeure de baseball. Il est finalement le 3e athlète sélectionné : il est choisi en 2014 par les White Sox de Chicago après les sélections de Brady Aiken par les Astros de Houston et Tyler Kolek par les Marlins de Miami. 
Rodón amorce sa carrière professionnelle par 9 matchs de ligues mineures en 2014. En compétition pour un poste dans la rotation de lanceurs partants des White Sox de Chicago à l'entraînement de printemps 2015,, il amorce plutôt la saison dans les mineures mais est appelé dans les majeures après à peine deux matchs joués. Il fait ses débuts dans le baseball majeur comme lanceur de relève des White Sox le 21 avril 2015 face aux Indians de Cleveland.
À sa saison recrue, le gaucher réussit 139 retraits sur des prises en 139 manches et un tiers lancées. Il effectue 23 départs, ajoute 3 présences en relève, et sa moyenne de points mérités se chiffre à 3,75 avec 9 victoires et 6 défaites.